# Миттервурцер, Антон
Антон Миттервурцер (нем. Anton Mitterwurzer; 12 апреля 1818 — 2 апреля 1876) — австрийский певец (баритон). Отец актёра Фридриха Миттервурцера.
Ученик Иоганна Алоиза Микша. Дебютировал в 1838 г.
Первый исполнитель партии Вольфрама в опере Рихарда Вагнера «Тангейзер» (1845) и партии Курвенала в его же «Тристане и Изольде» (1865). Известен также исполнением партии Петра I в опере Альберта Лорцинга «Царь и плотник».